# XIIIe siècle
Le XIIIe siècle (ou 13e siècle) commence le 1er janvier 1201 et finit le 31 décembre 1300.

## Événements
- Brève poussée glaciaire attestée dans les Alpes par la tourbière du glacier de Fernau (Tyrol), entre 1200 (peut-être 1150) et 1300 (peut-être 1350)[1].

### Afrique

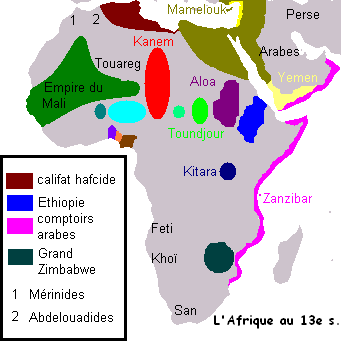
L'Afrique au XIIIe siècle :
Mamelouk ; Perse ; Arabes ; Yémen.
Califat hafside ; Kanem ; Touaregs ; 1-Mérinides ; 2 - Abdalwadides ; empire du Mali. Éthiopie ; Aloa ; Toundjour.
Comptoirs arabes ; Zanzibar ; Kitara ; Grand Zimbabwe ; Feti ; Khoï ; San.

- Vers 1200-1235 : règne de Soumaoro Kanté, successeur de Birama Kante, griot et thaumaturge, roi de Sosso[2]. Il entreprend avec succès la conquête des territoires voisins du Ghana et du Mali. En quelques années, il occupe Koumbi, l’Aouker, le Bagana, le Diaga et le Bakhounou, puis se lance à l’attaque des peuples du Mandé (Mandingues)[3]. Il écrase et fait mettre à mort Nare Famagan, roi du Mali, successeur de Moussa Allakoï. Selon la tradition, il mène une dizaine d’expéditions au cours desquelles il massacre onze des fils de Nare Famagan, sauf un infirme, Soundiata Keïta[2]. Au début du XIIIe siècle, Soumangourou se trouve à la tête d’un grand empire.

- 1221-1259 : apogée du royaume de Kanem (Tchad) pendant le règne de Dounama Dibalami, qui établit sa domination jusqu’au Fezzan et au Ouadaï à l'est et jusqu'au Niger à l'ouest[4].
- 1222-1236 : charte du Manden et fondation de l'empire du Mali[5].
- 1229-1277 : prospérité du royaume hafside sous les règnes d’Abu Zakariya et de son fils al-Mustansir. L’or du Mali aboutit à Tunis, où viennent commercer des Génois, des Pisans et des Vénitiens. Les émigrés andalous contribuent à l’enrichissement et l’embellissement de la ville[6].

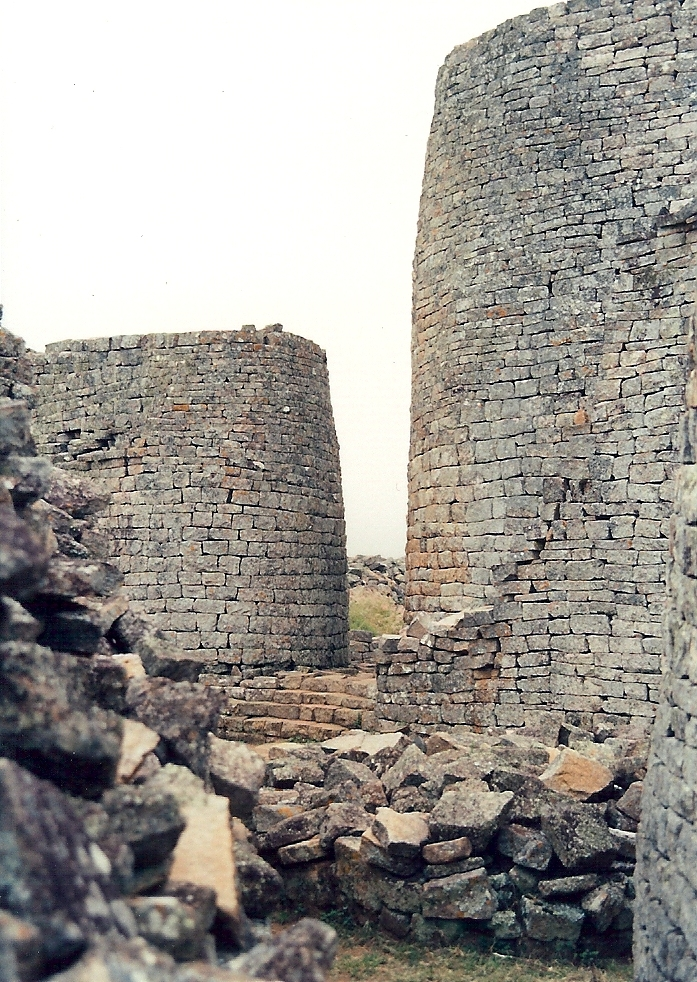
Tours du Grand Zimbabwe.

- Vers 1250 : des peuplades d’origine shona (Bantou) s’installent sur le territoire occupé par les mineurs batonga, au Botswana[7]. Ces Shonas auraient soumis les mineurs et seraient les premiers constructeurs de la ville de Zimbabwe en Afrique du Sud-Est (1250-1450), composée d'enclos de pierre elliptiques[8]. Avant son déclin au XVe siècle, le Grand Zimbabwe couvre 40 ha. On compte une centaine d’enclos dans la région, certains abritant de simples familles, mais d’autres comme à Tchoumnougoua et Manékouéni sont des capitales territoriales. L’ensemble forme un système intégré relié à la côte. Les vastes enclos de pierre du Grand Zimbabwe sont certainement les résidences de l’oligarchie qui contrôle la production de l’or du plateau. Peut-être sont-ils utilisés religieusement car de nombreux objets rituels, dont des figurines de stéatite, ont été retrouvés sur le site.
- Vers 1240 : création de l'empire du Mali[9].
- 1270 : 
  - huitième croisade, menée par Louis IX qui aboutit à la mort de ce dernier à Tunis[10].
  - dynastie salomonide en Éthiopie[11]

- Les chorfa Alawites (descendants d'Ali, gendre de Mahomet), s’installent dans l’oasis du Tafilalet dans le sud du Maroc[12].

- Des immigrants venus du Mali convertissent les Haoussas à l’Islam[13].

- Vers le XIIIe ou le XIVe siècle selon l’hypothèse la plus vraisemblable, des pasteurs tutsi commencent à s’installer dans le Ruanda oriental où sont déjà établis des cultivateurs hutu et des chasseurs pygmées toua. Au cours des siècles suivants, les Tutsis affirment leur supériorité sur les Hutu en leur louant une partie de leur cheptel à des conditions qui transforment les Hutus en tenanciers[14].
- Apogée du comptoir persan de Kiloa[15]. Il contrôle le commerce de l'or acheminé par Sofala, et domine les Comores, Zanzibar, Pate, et une partie de Madagascar[16].

- De nombreux Indonésiens continuent à s’installer sur la côte orientale de Madagascar jusqu’au XIIIe siècle. Les migrations d’Africains (Bantous) continuent à cette époque vers la côte occidentale. Les Arabes de Kiloa[Lequel ?] ont fondé des établissements aux Comores, mais n’occupent pas la grande île. Par contre de nombreux métis, les Antalaotes, originaires des Comores, s’implantent sur la côte septentrionale. Issus d’un métissage d’Arabes, de Malgaches et d’Africains, ils parlent une langue dérivée du swahili. Sur la côte nord-orientale s’établissent les Iharaniens, peuple très métissé mais à prédominance africaine. Les Antemoro s’installent sur la côte sud-est entre le XIIIe et le XVIe siècle. Originaires des Comores, ils auraient vécu dans la région des Iharana avant de prendre racine plus au sud. Sur la côte sud-est font souche vers le XIIIe siècle les Zafi (descendants de) Ramiria, qui seraient les ancêtres des Antambahoaka et des Antanosy. Des naufragés de toute origine (indiens, indonésiens, arabisés, puis portugais) ont également fondé, entre le XIIIe et le XVIe siècle, des villes sur le littoral malgache. Ils sont rapidement assimilés et perdent leurs caractères d’origine. Une partie des peuples du littoral pénètre lentement vers l’intérieur de l’île. Dans le sud-est, les Zafi-Manara fondent la dynastie des Antandroy et les Zafi-Ndravola celle des Masikoro. Dans l’est, le prince antemoro Rambo est à l’origine des Tanala de l’Ikongo. Sur le plateau central, à la fin du XIVe et au début du XVe siècle arrivent les Hova et leurs chefs les Andriana, ayant un type indonésien très marqué[17].

### Amérique
- 1150–1350 : apogée du Southern Cult au sud-est de l’Amérique du Nord[18].
- Après 1200 : venus du Nord-Ouest les Aztèques s'installent dans la vallée de Mexico au Mexique[19].
- 1200–1300 : apogée de la culture d’Anasazi qui domine l’ensemble Pueblo occidental, puis décline vers 1300 face à de sévères sécheresses. De hauts et solides murs d’adobe sont édifiés pour protéger les villages des pillards, peut-être des tribus nomades Apaches[20].
- 1200–1400 :
  - période moyenne de la civilisation du Mississippi ; Cahokia est à son apogée[21].
  - les ancêtres des Navajos et des Apaches migrent du groupe athabaskan au Nord vers le Sud-Ouest. De nombreux Pueblos sont abandonnés à la suite de leurs raids et à la sécheresse (1275-1325). Le culte de Kachina se développe à cette époque[21].
- Vers 1200-1230 : Manco Cápac fonde l'Empire inca au Pérou[22]. Il construit dans sa capitale Cuzco le Coricancha, ou « temple du Soleil ».
- Vers 1220 : la capitale maya Chichén Itzá est abandonnée et transférée à Mayapan[23].

### Asie et Océanie
- 1185–1333 : époque de Kamakura au Japon[24]. Le shogun établit des contacts avec les Aïnous de l’île de Yeso (Hokkaidō). Organisé en chefferies, les Aïnous ont une culture autonome, qui s’exprime dans Yucar, le poème épique de la nation[25].
  - Le néoconfucianisme est introduit dans les temples Zen au Japon au début du siècle[26].

- 1206-1227 : Gengis Khan unifie les tribus mongoles et commence ses conquêtes en Asie centrale. L'Empire mongol, plus vaste empire continu ayant jamais existé, atteint son apogée sous le règne de son petit-fils Kubilai Khan (1260-1294)[27].
- 1206 : création du sultanat de Delhi[28].
- 1222–1227 : règne d'Angrok, roi semi-légendaire de Singosari (Java). Son histoire est contée dans le Pararaton ou « Livre des rois »[29]. Fils de paysan, il est peut-être le symbole de la réaction javanaise contre l’influence indienne. Il arrive au pouvoir en assassinant le roi de Kadiri dont il épouse la veuve.
- Vers 1250 : les Samoa obtiennent leur indépendance de l'Empire Tu'i Tonga. Fondation de la dynastie Malietoa aux Samoa[30].
- Vers 1250-1300 : colonisation de la Nouvelle-Zélande par les māori, dernier grand archipel découvert et peuplé par les Polynésiens[31]. Les assemblages d’objets de la phase archaïque sont souvent très semblables à ceux de la Polynésie centrale contemporaine, avec des herminettes de pierre polie, des hameçons en os, en pierre et en coquillage, des pendentifs et des colliers en os, ainsi que des harpons et des aiguilles à tatouage. Les māori chassent l’oiseau géant moa et d’autres éléments de la faune jusqu’à extinction.
- 1267 : fondation dans le nord de Sumatra du sultanat de Pasai, premier royaume musulman indonésien attesté (1267-1521)[32].
- 1271 : fondation de la dynastie Yuan par Kubilai Khan, petit-fils de Gengis Khan. Les Mongols prennent Hangzhou (1276) et achèvent la conquête de la Chine des Song (1279). La Chine est pour la première fois dominée intégralement par des non-Han[33].

### Proche-Orient
- Croisades : cinquième (1217-1221), sixième (1227-1229), croisade des barons (1239), septième croisade (1245-1254) et neuvième croisade (1270-1271)[34],[35].

### Europe

Carte de l'Europe à la veille du XIIIe siècle.

- 1202-1204 : quatrième croisade détournée sur Constantinople. Sac de Constantinople[36]. Partage de l'Empire byzantin : Empire latin de Constantinople, empire de Nicée, empire de Trébizonde, principauté d'Achaïe, duché d'Athènes, royaume de Thessalonique, despotat d'Épire, empire maritime vénitien[37].
- 1209-1229 : croisade des albigeois ; conquête du Languedoc par les barons du nord de la France. Elle est soutenue au début par le pape Innocent III pour mettre fin à l'hérésie cathare[38].
- 1210, 1212 et 1215 : création des ordres mendiants ; franciscains, clarisses et dominicains[39].

- 1210-1240 : reprise du Drang nach Osten, poussée germanique vers l'est. Pour mettre en valeur leurs territoires, de nombreux princes polonais appellent des colons allemands, paysans, artisans et commerçants. Ceux-ci hâtent l’occidentalisation du pays et font prospérer l’activité économique urbaine. Les chevaliers Teutoniques s'emparent de la région de Gdańsk, de la Prusse, de la Courlande et de l'Estonie[40]. En 1226 ils créent un État monastico-militaire indépendant du Saint-Empire[41]. Leur progression vers l'est est arrêté en 1242 sur le lac Peïpous par le prince de Novgorod Alexandre Nevski. À la même époque, un grand nombre de Juifs, fuyant les persécutions en Europe occidentale, viennent chercher refuge sur le territoire polonais.
- 1214 : à Bouvines, Philippe Auguste bat le comte de Flandre, Ferrand, allié du roi d'Angleterre Jean sans Terre et de l'empereur romain germanique Otton IV[42].
- 1215 : signature de la Magna carta entre Jean sans Terre et les barons anglais[43].
- 1220-1262 : « Âge des Sturlungar » en Islande[44].
- 1223–1240 : invasion mongole de la Rus' de Kiev[45].
- 1229-1249, Reconquista : Jacques Ier le Conquérant prend Majorque (1229) et conquiert le royaume de Valence (1238) aux musulmans. Ferdinand III de Castille prend Cordoue en 1236[46]. Après la prise de Jaén (1246), Séville (1248) et de Faro (1249), la Reconquista est presque achevée[47]. Le royaume de Grenade, dernier état musulman d'Espagne, reconnaît la souveraineté de la Castille (1246).

- 1240-1242 : les Mongols envahissent l'Europe centrale[48].
- Vers 1240–1250 : luttes entre Guelfes et Gibelins en Italie[49].
- 1250-1273 : Grand Interrègne dans l'Empire[50].
- 1254 : promulgation de la Grande ordonnance pour la réforme du royaume de France par Louis IX qui publie vingt-cinq ordonnances législatives pendant son règne[51].
- 1260-1280 : triomphe de l’architecture gothique en Europe occidentale : Paris, Beauvais, Amiens…[52].
- 1260 : Michel VIII Paléologue restaure l'Empire byzantin. Fin de l'Empire latin de Constantinople[53].
- 1282 : massacre des vêpres siciliennes et début du conflit entre la maison d'Aragon et la maison d'Anjou pour la possession du royaume de Sicile (1282-1295)[54].

- Naissance des universités en Europe occidentale : collège de Sorbonne (1257), Salamanque, Oxford, Cambridge, Montpellier[55]…

## Personnages significatifs
- Chefs politiques :
  - Philippe II (1165-1223), (Philippe Auguste) roi des Francs puis roi de France.
  - Pierre Mauclerc (1187-1250), duc-baillistre de Bretagne pour le compte de sa femme Alix de Thouars, puis de son fils Jean Ier le Roux.
  - Alphonse de Poitiers (1220-1271), régent de France.
  - Louis IX (1226-1270), (saint Louis) roi de France.
  - Gengis Khan (1162-1227), chef mongol et conquérant de l'Asie.
  - Guillaume de Rubrouck remet au Grand Khan, en 1253, un message de Louis IX.
  - Ferdinand III de Castille (1217-1252), unificateur de la Castille et du León, conquérant de l'Andalousie.
  - Alphonse X de Castille, dit le Sage (1221-1284), roi érudit, supervise de nombreux travaux scientifiques, littéraires, juridiques et historiques, dont sont tirées de nombreuses productions écrites.
  - Ertuğrul (1191-1281), père d'Osman Ier, fondateur de l'Empire ottoman.
- Philosophes et théologiens :
  - François d'Assise (1182-1226), saint, théologien italien et fondateur de l'ordre des frères mineurs ou ordre franciscain (un ordre mendiant).
  - Bonaventure de Bagnorea (1217/18/21-1274), théologien franciscain.
  - Saint Thomas d'Aquin (v. 1225 - 1274), philosophe et théologien italien, membre de l'université de Paris, fondateur de la scolastique.
  - John Duns Scot (1266-1308), théologien écossais, fondateur de l'école scolastique dite scotiste.
  - Roger Bacon (1220-1292), philosophe anglais, pionnier de la méthode expérimentale.
  - Jacques de Voragine (1230-1298), auteur de la Légende dorée.
  - Saint-Dominique (1170-1221), fondateur de l'ordre des Prêcheurs / ordre des Dominicains (1215).

Voir : Philosophes et théologiens du XIIIe siècle.